# 科瓦亞 (亞利桑那州)
科瓦亞（英語：Ko Vaya）是位於美國亞利桑那州皮馬縣的一個人口普查指定地區。根據2010年美國人口普查，該地共人口500人，而該地的面積約為2.85平方千米。

## 地理
科瓦亞的座標為32°04′53″N 111°53′45″W / 32.08139°N 111.89583°W，而該地最高點為海拔高度826米（即2710英尺）。